# Teuscheria wageneri
Teuscheria wageneri är en orkidéart som först beskrevs av Heinrich Gustav Reichenbach, och fick sitt nu gällande namn av Leslie Andrew Garay. Teuscheria wageneri ingår i släktet Teuscheria och familjen orkidéer. Inga underarter finns listade i Catalogue of Life.